# Bryconamericus
Bryconamericus är ett släkte av fiskar. Bryconamericus ingår i familjen Characidae.

## Dottertaxa tillBryconamericus, i alfabetisk ordning[1]
- Bryconamericus agna
- Bryconamericus alfredae
- Bryconamericus alpha
- Bryconamericus andresoi
- Bryconamericus arilepis
- Bryconamericus bayano
- Bryconamericus bolivianus
- Bryconamericus brevirostris
- Bryconamericus carlosi
- Bryconamericus caucanus
- Bryconamericus charalae
- Bryconamericus cinarucoense
- Bryconamericus cismontanus
- Bryconamericus cristiani
- Bryconamericus dahli
- Bryconamericus deuterodonoides
- Bryconamericus diaphanus
- Bryconamericus ecai
- Bryconamericus eigenmanni
- Bryconamericus emperador
- Bryconamericus exodon
- Bryconamericus foncensis
- Bryconamericus galvisi
- Bryconamericus gonzalezi
- Bryconamericus grosvenori
- Bryconamericus guaytarae
- Bryconamericus guizae
- Bryconamericus guyanensis
- Bryconamericus huilae
- Bryconamericus hyphesson
- Bryconamericus icelus
- Bryconamericus ichoensis
- Bryconamericus iheringii
- Bryconamericus ikaa
- Bryconamericus lambari
- Bryconamericus lassorum
- Bryconamericus loisae
- Bryconamericus macarenae
- Bryconamericus macrophthalmus
- Bryconamericus megalepis
- Bryconamericus mennii
- Bryconamericus microcephalus
- Bryconamericus miraensis
- Bryconamericus motatanensis
- Bryconamericus multiradiatus
- Bryconamericus novae
- Bryconamericus orinocoense
- Bryconamericus ornaticeps
- Bryconamericus osgoodi
- Bryconamericus pachacuti
- Bryconamericus patriciae
- Bryconamericus pectinatus
- Bryconamericus peruanus
- Bryconamericus phoenicopterus
- Bryconamericus plutarcoi
- Bryconamericus pyahu
- Bryconamericus rubropictus
- Bryconamericus scleroparius
- Bryconamericus simus
- Bryconamericus singularis
- Bryconamericus stramineus
- Bryconamericus subtilisform
- Bryconamericus sylvicola
- Bryconamericus tenuis
- Bryconamericus ternetzi
- Bryconamericus terrabensis
- Bryconamericus thomasi
- Bryconamericus tolimae
- Bryconamericus turiuba
- Bryconamericus uporas
- Bryconamericus yokiae
- Bryconamericus ytu
- Bryconamericus zeteki